# Notepad++
Notepad++ (abreviat npp sau NPP) este un editor de text și cod sursă pentru Windows. Notepad++ este lansat ca software liber și open-source sub licența GNU.
Proiectul a fost găzduit inițial pe SourceForge (2003 - 2010), de unde a fost descărcat de peste 28 de milioane de ori și a câștigat de două ori Premium Comunității SourceForce pentru Cel Mai Bun Instrument pentru Dezvoltatori. Ulterior, proiectul s-a mutat pe TuxFamily (2010 - 2015) și apoi pe GitHub (2015 - prezent). Notepad++ folosește componenta editorului Scintilla.

## Istoric
Dezvoltarea Notepad++ a început în septembrie 2003 de către Don Ho, un fost student la informatică la Universitatea Paris-Diderot. Ho a folosit pentru prima dată JEXT (un editor de texte bazat pe Java) la compania sa, dar, nesatisfăcut de performanța slabă a acestuia, a început să dezvolte un editor de texte scris în C++ cu Scintilla. L-a dezvoltat în timpul liber, deoarece ideea a fost respinsă de compania sa. Notepad++ a fost construit ca o aplicație pentru Microsoft Windows.
Notepad++ a fost lansat pentru prima dată pe SourceForge pe 25 noiembrie 2003. Este bazat pe componenta editorului Scintilla și este scris în C++ folosind doar apeluri Windows API (Win32) și doar biblioteca Standard Template Library (STL) pentru a îmbunătăți performanța și a reduce dimensiunea programului.
În ianuarie 2010, guvernul SUA a obligat gazdele de proiecte open-source din SUA să nege accesul din Cuba, Iran, Coreea de Nord, Sudan și Siria pentru a respecta legislația americană. Ca răspuns la ceea ce dezvoltatorul a considerat o încălcare a filosofiei software-ului liber și open-source (FOSS), în iunie 2010 Notepad++ a părăsit jurisdicția teritorială a SUA lansând o versiune pe TuxFamily, în Franța. Unele servicii ale comunității Notepad++ (cum ar fi forumurile și tracker-ul de bug-uri) au rămas pe SourceForge până în 2015, când Notepad++ a părăsit complet SourceForge, ca răspuns la preluarea proiectelor găzduite pe SourceForge de către personalul acestuia. Forumurile au fost mutate pe NodeBB, iar tracker-ul de bug-uri pe GitHub.
În 2019, site-ul web notepad-plus-plus.org a fost mutat la Hostinger.

## Caracteristici
Notepad++ este un editor de cod sursă și dispune de funcții care permit manipularea și crearea de fișiere text.
- Recunoaște trei tipuri de reprezentări de linii (CR, CR+LF și LF);
- Suportă encodarea și convertirea în ASCII, UTF-8 sau UCS-2;
- Evidențiază sintaxa pentru limbajele de programare;
- Plierea codului;
- Completarea automată pentru limbaje de programare, scripting și markup (dar nu de verificare a codului sau sintaxei);
- Salvare automată;
- Găsirea și înlocuirea de text cu expresii;
- Indentare ghidată;
- Marcarea liniilor;
- Macrocomenzi;
- Editare simultană;
- Editare pe ecran împărțit și derulare sincronizată;
- Operațiuni pe linii, inclusiv sortare, conversie a majusculelor și eliminarea spațiilor albe;
- Interfață cu mai multe ferestre (utilizează tab-uri);
- Pluginuri;
- Traducere a programului prin fișier XML.

## Mesaje politice
Notepad++ este notabil pentru faptul că a fost vocal în politică, în special în ceea ce privește drepturile omului și opoziția față de război.
- 2008: În martie, Notepad++ a plasat bannerul „Boycott Beijing 2008” pe pagina principală a site-ului SourceForge.net al Notepad++. Utilizatorii din China nu au mai putut accesa site-ul SourceForge între 26 iunie și 24 iulie 2008.
- 2015: În ianuarie, site-ul a fost spart de activiști care s-au opus cu sprijinirea „Je suis Charlie”.
- 2019: În octombrie, Notepad++ a lansat versiunea 7.8.1 cu numele „Free Uyghur”. În notificarea de lansare, autorul și-a exprimat îngrijorarea față de sute de mii de uiguri care au fost „subpuși unei indoctrinări politice, și uneori chiar torturii” în lagărul de reeducare din Xinjiang. El a cerut „presiune suplimentară asupra guvernului chinez pentru a opri acțiunile opresive și crimele referitoare la poporul uigur”. Site-ul dedicat software-ului a fost atacat cu DoS, iar pagina de probleme de pe GitHub a fost bombardată cu retorică naționalistă.[6]
- 2020: În iulie, Notepad++ a lansat versiunea 7.8.9 cu numele „Stand with Hong Kong”. În notificarea de lansare, autorul și-a exprimat îngrijorarea față de implementarea Legii Securității Naționale de către guvernul chinez în Hong Kong. Ca răspuns, browserele din China continentală dezvoltate de Tencent (QQ Browser și browserul integrat în WeChat), Alibaba (UC Browser), 360 și Sogou au început să blocheze pagina de descărcare a site-ului oficial, dar nu și alte pagini.
- 2022: În februarie, Notepad++ a lansat versiunea 8.3 cu numele „Boycott Beijing 2022”. În notificarea de lansare, autorul și-a exprimat îngrijorarea față de drepturile omului în China, în special pentru uiguri și locuitorii din Hong Kong. El a sugerat audienței sale „să nu privească și să nu acorde atenție jocurilor”.
- 2022: În martie, Notepad++ a lansat versiunea 8.3.2 cu numele „Declare variables, not war”. În notificarea de lansare, autorul a condamnat invazia rusă a Ucrainei și a cerut sprijin pentru Ucraina. Au mai fost lansate versiunile 8.3.3 și 8.4 cu numele „Make Apps, not war” și „Keep standing for Ukraine”
- 2024: În iunie, Notepad++ a lansat versiuni cu numele „Support Taiwan's Sovereignty”, „Support Taiwan's Independence” și „Support Taiwan's return to the UN”.
- 2024: În noiembrie, Notepad++ a lansat versiuni cu numele „in a world of Elon, be a Zelensky” și „leaving X for Bluesky”.[7]

- Arhivat în 3 noiembrie 2010, la Wayback Machine.